# Bisinus
Bisinus (ook wel Basinus, Besinus, Bisinus, Bisin en Pisen genoemd) was de naam van twee koningen van de Thüringers, die in de late 5e eeuw n.Chr. in de periode van de Grote Volksverhuizing leefden.

## Twee koningen van de Thüringen

### Bysinus (ca. 460)
De bij Gregorius van Tours Bysinus genaamde eerste koning zou een koning van de Thüringers omstreeks 460 zijn geweest. Hij zou de door de Frankische Rijksgroten verdreven koning Childerik I hebben opgenomen in zijn rijk, die na een jaar zijn troon wist te heroveren. Daarop zou Bysinus' echtgenote Basina naar Childerik zijn getrokken, waarna ze met Childerik een zoon, Clovis I, de stichter van het Frankische Rijk, zou krijgen. Dit verhaal is historisch gezien niet echt geloofwaardig, hoewel Clovis' moeder wel degelijk Basena heette. Mogelijk was deze Bysinus geen historisch figuur, maar enkel de tweede persoon van die naam. Gregorius schreef dit deel van zijn Historia Francorum rond 575 neer en maakte daarbij vaak slechts gebruik van mondelinge overleveringen, die niet bijzonder betrouwbaar waren. De naam Basena komt vaak onder de Thüringse adel voor, zoals door archeologische vondsten is aangetoond.

### Bisinus (ca. 500)
De tweede Bisinus heerste rond 500 als koning over de Thüringers en is historisch beter geattesteerd, waardoor hij als eerste historisch geattesteerde koning van de Thüringen wordt beschouwd. Gregorius van Tours noemt hem niet bij naam, maar wel die van twee van zijn zonen, die bij Venantius Fortunatus (ca. 600) als zonen van een zekere Bisinus (Bessinus) worden genoemd. Deze Bisinus was met een Longobardische, Menia genaamd, getrouwd. Hij had met haar drie zonen: Baderich, Herminafried en Berthacharius, die als zijn opvolgers in afzonderlijke delen van zijn rijk aantraden, dat uiteindelijk door de Franken werd veroverd (531/534). Hij had daarenboven een dochter Radegund (Raicunda), die met de Longobardenkoning Wacho was getrouwd.